# Krikilan (Kalijambe)
Krikilan is een bestuurslaag in het regentschap Sragen van de provincie Midden-Java, Indonesië. Krikilan telt 3759 inwoners (volkstelling 2010).